# Catalog 3
Catalog 3 — перший відомий неофіційний альбом шотландського електронного дуету Boards of Canada, випущений 1987 року (див. 1987 у музиці) на власному лейблі гурту Music70 обмеженим касетним тиражем.
Як є типовим для ранніх альбомів гурту, Catalog 3 був власноруч записаний учасниками гурту на аудіокасети, і розповсюджувався лише серед друзів та родичів гурту. Гурт Boards of Canada, добре відомий як дует з братів Майкла Сендісона та Маркуса Еойна Сендісона, на момент запису цього альбому мав більше учасників, але скільки саме — достеменно не відомо.
За інформацією з джерел, повʼязаних з гуртом, альбом був обмежено перевиданий у 1997 році на компакт-дисках; втім, він ніколи не видавався офіційно і музика з нього не зʼявлялась у широкому доступі. З загальновідомої інформації є лише список композицій та обкладинка альбому.
Ймовірно, що обкладинка, опублікована у інтернеті, є обкладинкою перевидання 1997 року, а не оригінальної касетної версії, адже учасники гурту стверджують, що почали користуватися іменем Boards of Canada лише у 1994 році, що не збігається з датою виходу альбому у 1987. Також про це свідчить форма обкладинки — вона квадратна, а не прямокутна, як типово для обкладинок касет.
Як і з більшістю ранніх альбомів Boards of Canada, у мережі інтернет можна знайти велику кількість музики, яку видають за композиції з Catalog 3, але станом на 2024 рік, жодної композиції з альбому немає у широкому доступі.

## Список композицій
1. «Line Two» — 10:42
2. «Drone 18» — 6:40
3. «Drone 2» — 5:55
4. «Breach Tones» — 8:13
5. «Visual Drone 12» — 13:21
6. «Stowed Under» — 4:15
7. «Powerline» — 2:22
8. «Press» — 5:08